# Worstelen op de Olympische Zomerspelen 2012 – Klasse tot 55 kilogram vrije stijl vrouwen
Vrije stijl tot 55 kilogram was een van de onderdelen van het worstelen op de Olympische Zomerspelen 2012 in Londen. Het evenement vond op 9 augustus plaats. Om 13:00 (UTC) begonnen de kwalificaties; een halfuur later begon de knock-outfase, om ten slotte om 18:15 te eindigen met de finale.
De opzet is als volgt: een loting bepaalt welke twee worstelaars (alle met een gewicht tussen de 48 en 55 kilogram) het tegen elkaar op moeten nemen. De winnaar van een dergelijke wedstrijd gaat door naar de volgende ronde. Alle worstelaars die van een uiteindelijke finalist hebben verloren, gaan naar de herkansingsronde. Er komen twee aparte herkansingsgroepen; de ene groep bestaat uit de verliezers tegen de ene finalist en de andere uit de verliezers tegen de andere finalist. Binnen elke groep spelen de verliezers die als eerste werden uitgeschakeld tegen elkaar. De winnaar van zo'n wedstrijd speelt tegen de verliezer die een ronde later werd uitgeschakeld. De winnaar van elke herkansingsgroep wint een bronzen medaille.

## Uitslag
| rang   | sporter            | land         |
| ------ | ------------------ | ------------ |
| Goud   | Saori Yoshida      | Japan        |
| Zilver | Tonya Verbeek      | Canada       |
| Brons  | Jackeline Rentería | Colombia     |
| Brons  | Yuliya Ratkeviç    | Azerbeidzjan |